# Gerhard Kranemann

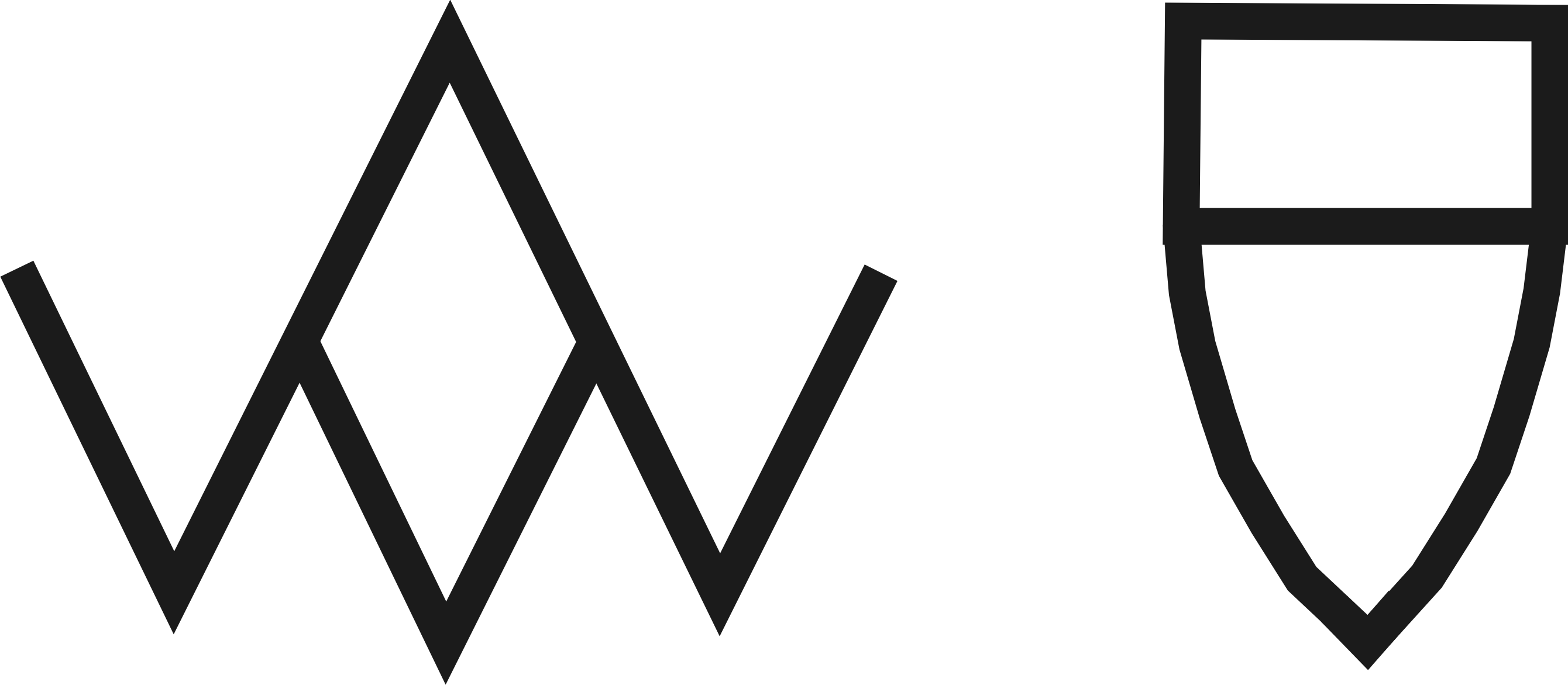
Gießerzeichen Gerhard Kranemanns

Gerhard Kranemann, auch Gherard[us] gen. Crapemann, Gerhard Cranemann, war ein Glocken- und Grapengießer, der Mitte des 14. Jahrhunderts in Lübeck tätig war.

## Leben und Werk
Kranemann war in Lübeck als Gießer von 1351 bis 1381 gemeinsam mit seinem Vater und seinem Bruder Hinrich tätig. Er ist als Eigentümer des Gießereihauses in der Lübecker Engelsgrube 46 nachgewiesen, das vorher dem bekannten Gießer Hans Apengeter gehört hatte und bis in die Mitte des 17. Jahrhunderts als Gießereihaus genutzt wurde. Von Gerhard Kranemann haben sich zwei bronzene Tauffässer erhalten, die über die Inschriften datiert und signiert sind. Weiter sind noch vier von ihm gegossene Glocken bekannt.

### Grapen und Pfannen
Aus der Werkstatt Gerhard Kranemanns ist ein Grapen erhalten, der gleichzeitig auch für den Export des Lübecker Handwerks in den Ostseeraum steht. Es handelt sich um den Münztopf von Petersborg, einen Münzschatz aus Skänninge in Östergötland. Lübeck und die Wendischen Städte hatten ab 1354 Gießermarken und Städtemarken eingeführt, wodurch die Identifizierung heute erleichtert wird. Auch eine Pfanne konnte ihm bislang zugeordnet werden.

### Fünten

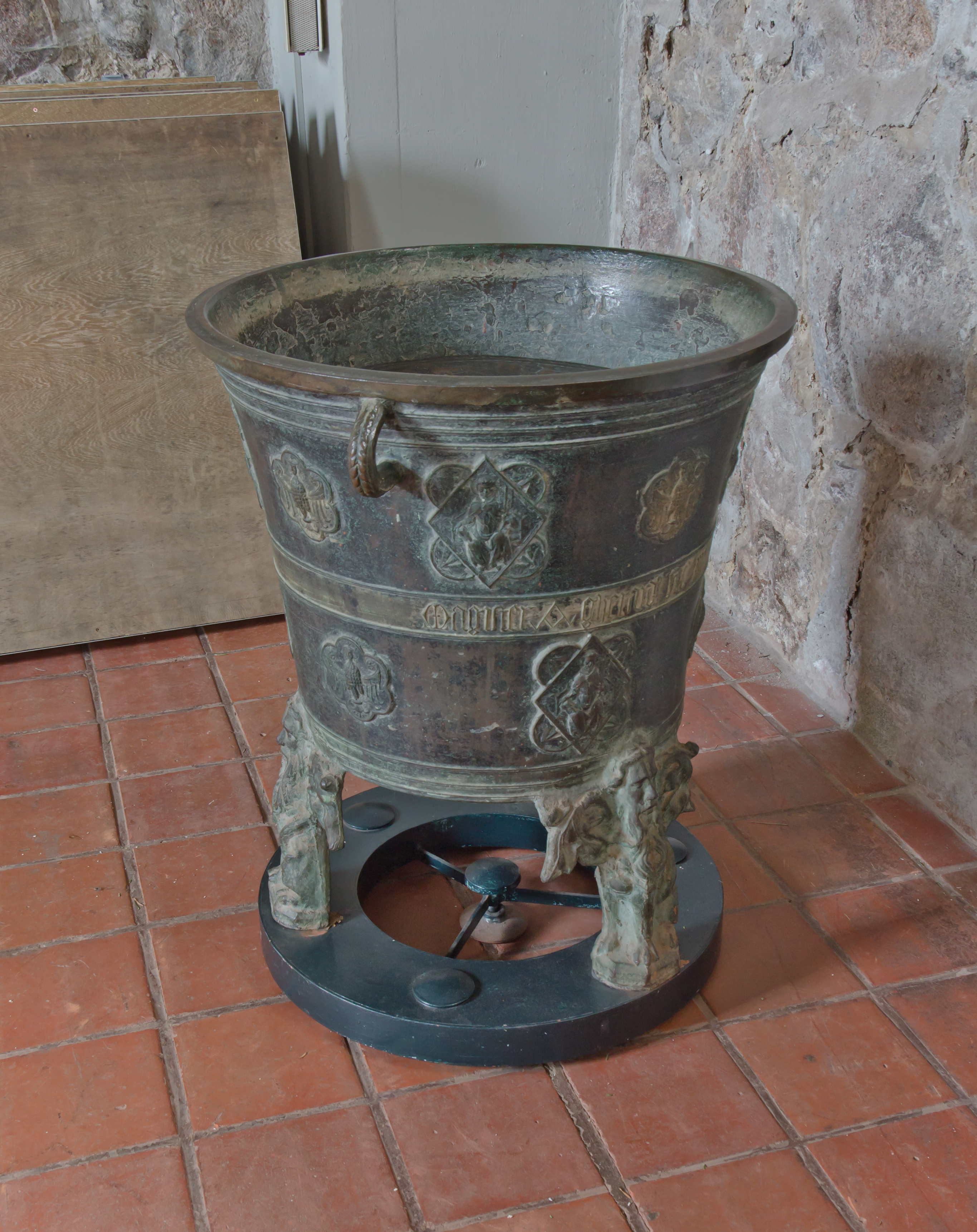
Fünte in Siek

Die Herstellung von bronzenen Tauffässern oblag den Beckenwerkern. Von Gerhard Kranemann haben sich im Lübecker Umland zwei dieser Taufbecken erhalten. 1357 goss er für St. Laurentius in Schönberg (Mecklenburg) das dort heute benutzte, eigentlich glockenförmige Taufbecken. Es ruht auf drei knienden Engelsgestalten als Füßen. Die Wandung ist mit zwei Reihen übereinander angebrachter Heiligenfiguren, insbesondere den Kirchenpatronen Laurentius und Katharina, aber auch der Taufe und Kreuzigung Christi, Christus mit den Leidenswerkzeugen sowie einem Wappen verziert. Eine weitere bronzene Fünte befindet sich in der Friedenskirche von Siek im Kreis Stormarn. Die Fünte in Siek ist 84 cm hoch und hat drei Löwen mit Männerköpfen als Füße. Der Kessel wird von Reliefs geziert (Adlerköpfe und Petrusreliefs). Die lateinische Umschrift in gotischer Minuskel: Magister gherardus fecit me cuius anima et hinrici Wlmctles Requiescant in pace; Meister Gerhard hat mich gemacht, dessen Seele und die des Heinrich Wlmctles / Ulmtles mögen ruhen in Frieden. Es wird vermutet, dass die Taufe als Gelegenheitskauf erst nach den Verwüstungen des Dreißigjährigen Krieges im 17. Jahrhundert nach Siek kam. Sie stammt vermutlich aus einer Lübecker Kirche. Dazu passt auch, dass ein Heinrich Wullenpunt 1329 als Lübecker Bürger urkundlich nachgewiesen ist.

### Glocken
Von Kranemann sind folgende Glocken bekannt:
- die Glocke im ca. 1970 abgerissenen Siechenhaus St. Jürgen vor Travemünde (heute im St.-Annen-Museum)
- Glocke in der Kirche von Skanör
- Glocke in der Klosterkirche in Nykøbing Falster[5]
- Glocke in der Kirche von Brudager, Svendborg Kommune auf Fünen[6]